# Kuźnica Nowa
Kuźnica Nowa – wieś w Polsce położona w województwie śląskim, w powiecie kłobuckim, w gminie Przystajń.
W okresie międzywojennym stacjonowała w miejscowości placówka Straży Celnej „Kuźnica Nowa”
W latach 1975–1998 miejscowość należała administracyjnie do województwa częstochowskiego. 1 stycznia 2004 zmieniono dotychczasową nazwę wsi – Nowa Kuźnica na tradycyjną Kuźnica Nowa.